# Bordun
Bordun eller borduntone er en uændret tone, som klinger med i – og understøtter – en melodis forløb.
Virkningen opnås f.eks. ved en bordunstreng (på strygeinstrumenter) eller en baspibe på en sækkepibe.
Bordun er også betegnelsen på en dyb orgelstemme, et gedacktregister.